# Эпарси
Эпарси́ (фр. Éparcy) — коммуна во Франции, находится в регионе Пикардия. Департамент коммуны — Эна. Входит в состав кантона Ирсон. Округ коммуны — Вервен.
Код INSEE коммуны — 02278.

## Население
Население коммуны на 2010 год составляло 44 человека.
| 1962 | 1968 | 1975 | 1982 | 1990 | 1999 | 2010 |
| ---- | ---- | ---- | ---- | ---- | ---- | ---- |
| 71   | 62   | 61   | 47   | 42   | 49   | 44   |

## Экономика
В 2010 году среди 32 человек трудоспособного возраста (15—64 лет) 21 были экономически активными, 11 — неактивными (показатель активности — 65,6 %, в 1999 году было 84,0 %). Из 21 активных жителей работали 18 человек (13 мужчин и 5 женщин), безработных было 3 (1 мужчина и 2 женщины). Среди 11 неактивных 6 человек были учениками или студентами, 3 — пенсионерами, 2 были неактивными по другим причинам.